# Coração de Luto
Coração de Luto é um filme brasileiro do gênero drama, dirigido por Eduardo Llorente em 1967. O filme é baseado na música: "Coração de Luto" e na história de Teixeirinha, a música tornou um sucesso internacional, ocasionando em 1965 a atenção do produtor de cinejornais Derly Martinez, da empresa Leopoldis Som, que resolveu convidar Teixeirinha para co-produzir e Roteirizar um filme baseado na história pessoal do cantor, e com isso dar início ao seu novo empreendimento: criar um pólo cinematográfico no Sul. Martinez articulou a proposta, usando Teixeirinha e sua real esposa como atores principais, e a letra da música como base para o roteiro. Sua ideia era fazer um filme que realmente se pagasse e não fosse apenas mais um título esquecido nas prateleiras.
Em 1968 o filme chegou a ser exibido em toda a América, tendo um público de mais de 17.508.332, até hoje é impossível falar de Teixeirinha sem falar no filme Coração de Luto, até hoje Teixeirinha é um fenômeno cultural.
Hoje Coração de Luto é o filme mais vendido no Sul do Brasil e é o filme de maior sucesso de Teixeirinha.

## Informações Técnicas
Atriz Convidada: Amélia Bittencourt 
Adaptação de roteiro: Llorenti Diálogo de Ernane Ruchel 
Diretor de fotografia: Américo Pini 
Diretor de Produção: Américo Pini 
Montagem: Eduardo Lorenti 
Assistente de direção Gilberto Lessa e Lorival Garcia Maquiagem Dorival Cabreira 
Assistente de produção Cláudio Lazarotto 
Desenhos de produção Édison Acri 
Continuidade Milton Bittencourt 
Guarda-roupa Pedro Alexandre 
Eletricista Luiz Carlos Correra, Carlos Bicca e Elbio Ortocherena 
Maquinista Jaime Neves Rodado com filem AGFA-GEVAERT Arte Ind. Cinematrográfica sistema WEXTREX 
Engenheiro de som Carlos Foscolo 
Laboratório de som Líder Cinematográfica 
Música Santino Hohagem 
Temas Santino Hohagem Canções de Teixeirinha 
Câmeras Edgar Rodrigues e Ivo Czamanski 
Produção Leopoldis Som e Vitor Mateus Teixeira 
Produtor Derli Martinez 
Diretor Eduardo Llorente

## Elenco
Teixeirinha - Teixeirinha
Mary Terezinha - Mary Terezinha
Amélia Bittencourt - Ledurína Teixeira (Mãe de Teixeirinha)
Miro Soares - Saturnino Teixeira (Pai de Teixeirinha)
Nelson Lima 
César Magno
Branca Regina Muniz
Domingus Terra
Paulo H. Taylor 